# 薩克森-哥達-阿爾滕堡的路易絲公主 (1800年–1831年)
路易絲公主，全名路易丝·保琳·夏洛特·弗蕾德里克·奧古絲特（德語：Luise Pauline Charlotte Friederike Auguste，1800年12月21日—1831年8月30日），是萨克森-哥达-阿尔滕堡公爵奥古斯都及其第一任夫人路易丝·夏洛特的独女。
路易絲公主嫁给了远房堂叔萨克森-科堡-薩爾費爾德公爵恩斯特三世（1826年後稱薩克森-科堡-哥達公爵恩斯特一世），生有两子，长子恩斯特二世，次子即维多利亚女王的丈夫阿尔伯特亲王。1826年路易絲和恩斯特離婚，五年後於巴黎去世。她是愛德華七世的祖母和喬治五世的曾祖母。